# Carlos Lapetra
 (novembre 2013).
Si vous disposez d'ouvrages ou d'articles de référence ou si vous connaissez des sites web de qualité traitant du thème abordé ici, merci de compléter l'article en donnant les références utiles à sa vérifiabilité et en les liant à la section « Notes et références ».
Carlos Lapetra Coarasa, né le 29 novembre 1938 à Saragosse, un ancien joueur de football international espagnol.
Il évolue pendant la quasi-totalité de sa carrière au Real Saragosse et remporte avec la sélection le Championnat d'Europe de football 1964.

## Carrière

### Débuts
Carlos Lapetra voit le jour le 29 novembre 1938 dans une clinique de Saragosse. Il est le troisième enfant de l'union de Fidel et de Mercedes ses parents. Son père était fermier.
Lapetra joue au football dans le club du CD Guadalajara avec ses frères, notamment Ricardo Lapetra qui deviendra professionnel. On ne sait pas exactement quand Carlos commence à jouer dans ce club mais il le quitte en 1958 et débute au Real Saragosse lors de la saison 1959-1960. Sa première se passe très bien puisqu'il apparait à 9 reprises sur les terrains et inscrit 3 buts, le club termine 11e. En 1960-1961, Lapetra gagne sa place dans l'effectif type et dispute 29 matchs pour 6 buts inscrits;le club fait un bon au championnat est termine à la 3e place.

### Passage professionnel
Lapetra voit son temps de jeu diminué lors de la saison 1961-1962, il joue 17 matchs et marque 2 buts et termine 4e avec son club. Lapetra participe la saison suivante à la finale de la Coupe d'Espagne de football mais l'équipe se fait battre par le FC Barcelone sur un score de 3-1. Malgré cette défaite, la saison 1962-1963 est bonne car le club finit 5e et Lapetra totalise 28 matchs et 4 buts. Il disputera son premier match sous les couleurs de l'Espagne le 13 juin 1963 contre l'Écosse, match qui verra une déculotté de l'Espagne 2-6 dans leur stade Santiago Bernabéu.
La saison 1963-1964 est la bonne pour Saragosse qui remporte la Coupe d'Espagne contre l'Atlético Madrid 2 buts à 1. Le club remporte la même année la Coupe des villes de foires 1963-1964 après une victoire sur le Valence CF 2-1. Lapetra dispute 27 matchs pour 5 buts et Saragosse termine 4e.
Lapetra est sélectionné pour participer à l'Euro 1964 en France; il y dispute 2 matchs aux éliminatoires et dispute la demi et la finale de la coupe sans marquer de but. Il remporte néanmoins le titre de champion d'Europe.
Il retourne dans son club pour disputer la saison 1964-1965, il termine à une très belle 3e place mais échoue avec Saragosse à la finale de la coupe du roi en perdant contre li'Atlético Madrid par 1-0. Il marquera cette saison 9 buts et disputera 28 matchs. En 1965-1966, il remporte sa deuxième coupe d'Espagne de football aux dépens de l'Athletic Bilbao avec une victoire 2-0. Le club continue de rester parmi les équipes du moment en Espagne et termine 4e, Lapetra inscrit 2 buts en 27 matchs.

### Fin de carrière
Lapetra va connaitre une fin de carrière difficile, la saison 1966-1967 le voit inscrire 7 buts en 22 matchs et son club finit 5e. Mais il finit ses deux dernières saisons dans le silence le plus complet en disputant 2 matchs en 1967-1968 et 6 matchs en 1968-1969.

## Palmarès
- Coupe d'Espagne de football : 1963-1964,1965-1966 (2 fois)
- Coupe des villes de foires : 1963-1964
- Champion d'Europe 1964

## Statistiques internationales
| #                         | Date                      | Compétition                                              | Lieu                              | Adversaire                | Score                     | But(s) |
| ------------------------- | ------------------------- | -------------------------------------------------------- | --------------------------------- | ------------------------- | ------------------------- | ------ |
| 1                         | 13 juin 1963              | Match amical                                             | Stade Santiago Bernabéu (Madrid)  | Écosse                    | 2-6                       | 0      |
| 2                         | 11 mars 1964              | Éliminatoires du Championnat d'Europe de football 1964   | Stade Sánchez Pizjuán (Séville)   | Irlande                   | 5-1                       | 0      |
| 3                         | 8 avril 1964              | Éliminatoires du Championnat d'Europe de football 1964   | Dalymount Park (Dublin)           | Irlande                   | 0-2                       | 0      |
| 4                         | 17 juin 1964              | Championnat d'Europe de football 1964 (Demi-finale)      | Stade Santiago Bernabéu (Madrid)  | Hongrie                   | 2-1                       | 0      |
| 5                         | 21 juin 1964              | Championnat d'Europe de football 1964 (finale)           | Stade Santiago Bernabeu (Espagne) | Union Soviétique          | 2-1                       | 0      |
| 6                         | 15 novembre 1964          | Match Amical                                             | Estádio das Antas (Porto)         | Portugal                  | 2-1                       | 0      |
| 7                         | 5 mai 1965                | Tours préliminaires à la Coupe du monde de football 1966 | Dalymount Park (Dublin)           | Irlande                   | 1-0                       | 0      |
| 8                         | 8 mai 1965                | Match amical                                             | Hampden Park (Glasgow)            | Écosse                    | 0-0                       | 0      |
| 9                         | 27 octobre 1965           | Tours préliminaires à la Coupe du monde de football 1966 | Stade Sánchez Pizjuán (Séville)   | Irlande                   | 4-1                       | 1      |
| 10                        | 10 novembre 1965          | Tours préliminaires à la Coupe du monde de football 1966 | Parc des Princes (Paris)          | Irlande                   | 0-1                       | 0      |
| 11                        | 8 décembre 1965           | Match amical                                             | Stade Santiago Bernabeu (Madrid)  | Angleterre                | 0-2                       | 0      |
| 12                        | 23 juin 1966              | Match amical                                             | Stade du Riazor (La Corogne)      | Uruguay                   | 1-1                       | 0      |
| 13                        | 20 juillet 1966           | Coupe du monde de football 1966                          | Villa Park (Birmingham)           | RFA                       | 2-1                       | 0      |
| Total en équipe d'Espagne | Total en équipe d'Espagne | Total en équipe d'Espagne                                | Total en équipe d'Espagne         | Total en équipe d'Espagne | Total en équipe d'Espagne | 1      |